# Eliete Negreiros
Eliete Negreiros (29 de novembro de 1951), é uma cantora brasileira ligada ao movimento cultural Vanguarda Paulista, do qual foi considerada "musa".  Na década de 1970, viajou pelo México e EUA, apresentando-se como cantora de grupos de MPB. Ao retornar ao Brasil, gravou seu primeiro LP-solo em 1982, com produção de Arrigo Barnabé, com o qual também gravou a música "Uga uga", hit dos anos 80.
Embora tenha estudado música na infância, Eliete formou-se em filosofia pela  USP.

## Discografia
| Nome                                     | Ano  | Selo        | Mídia      |
| ---------------------------------------- | ---- | ----------- | ---------- |
| Outros sons                              | 1982 | Vôo Livre   | LP         |
| MPB                                      | 1983 | Pasquim     | LP         |
| Ângulos: tudo está dito                  | 1986 | Copacabana  | LP         |
| Eliete Negreiros                         | 1989 | Continental | LP e CD(*) |
| Canção brasileira, a nossa bela alma     | 1992 | Camerati    | CD         |
| Dezesseis canções de tamanha ingenuidade | 1996 | Eldorado    | CD         |

(*) - lançado em CD no Japão pela Victor Musical de Tóquio (1991)